# 디에이치 반포 라클라스
디에이치 반포 라클라스(영어: THE H Banpo La Class)는 대한민국 서울특별시 강남구 반포동에 위치한 아파트다.